# Dorsifulcrum mus
Dorsifulcrum mus là một loài bướm đêm trong họ Geometridae.